# Cerro Alegre (telenovela)
Cerro Alegre es una telenovela chilena, del género melodrama, producida por Canal 13 y transmitida desde el 4 de agosto hasta el 22 de diciembre de 1999, reemplazo a Fuera de control y siendo sucedida por Sabor a ti.
Es creada y escrita por Coca Gómez y Sebastián Arrau, producida por Javier Larenas y dirigida por Cristián Mason, bajo la producción ejecutiva de Nené Aguirre.
Protagonizada por Cristián Campos, María Izquierdo, Jorge Zabaleta y Francisca Merino. Acompañados de Walter Kliche, Alejandra Herrera, Roberto Poblete, Sandra O'Ryan, Juan Pablo Sáez, Catalina Pulido, Patricio Achurra, Patricia Guzmán, Ana María Martínez, Malucha Pinto, Adriana Vacarezza, Remigio Remedy, Valentina Pollarolo, entre otros. Cuenta con el debut de Paz Bascuñán y Diego Muñoz.

## Argumento
En Viña del Mar, en el barrio de Recreo, vive la familia Thompson, una familia adinerada y sofisticada que es la más poderosa e influyente en la sociedad, y es propietaria de una prestigiosa e importante empresa portuaria, la Naviera  Thompson, ubicada en una parte importante del Puerto de Valparaíso. La familia está compuesta por el patriarca, Leonidas Thompson (Walter Kliche), un hombre noble, amable y justo que ha luchado desde su juventud con mucho esfuerzo y dedicación para conseguir el éxito y hoy en día es propietario de la naviera, heredada en la familia por generaciones, que dirige con orgullo y en buena armonía junto a su hija, la fría, calculadora, y clasista Raquel Thompson, Viuda de León (María Izquierdo) quien resulta ser una mujer influyente y educada como perfecta que es capaz de todo para quedar muy bien presentable ante el círculo político, social y económico a su alrededor, y también una madre muy estricta, perfeccionista y sobreprotectora con sus hijos: Juan Pablo (Juan Pablo Sáez), Jorge Andrés (Diego Muñoz) y Beatriz León  (Francisca Merino). La historia comienza el día 31 de diciembre de 1999, donde todos se preparan para festejar el Año Nuevo del 2000, que traerá el cambio del Nuevo Milenio. Como años anteriores los Thompson preparan una fiesta glamorosa donde los invitados ocupan antifaces. Mientras que a lo largo de Valparaíso, la gente prepara un carnaval de tambores en las calles para ver los fuegos artificiales.
Cuenta la Leyenda del Beso de Amor Eterno que si una pareja de enamorados se besa cuando el reloj marca las 12 de la noche del Nuevo Milenio, su amor durará desde esa noche y para siempre, y nada ni nadie podrá separarlos. Esto lo saben muy bien Mauricio Méndez (Jorge Zabaleta), un joven actor callejero del Cerro Alegre que sueña con convertirse en todo un triunfador en el séptimo arte, y su novia Heidi Astudillo (Paz Bascuñán), una chica liceana de armas tomar que está dispuesta a todo por el hombre que ama. Ambos tienen planeado ir a la fiesta de antifaces de los Thompson para hacer realidad la Leyenda del Beso de Amor Eterno, aunque su único inconveniente es que tan sólo existe una entrada que Heidi consigue y es para una persona. Sin embargo, eso no les impide asistir a la fiesta y realizar ese sueño a escondidas de sus familiares y amigos del cerro.
Al caer la noche, la fiesta de antifaces en la mansión de los Thompson resulta ser una velada increíble para todos los asistentes. Beatriz León, la única nieta de Leónidas, que se ha convertido en toda una joven mujer muy hermosa y se mantiene al margen de las perfecciones y sofisticaciones de su madre Raquel, conoce por casualidad a Mauricio, quien gracias a su astucia e ingenio, consigue la entrada y se logra introducir con éxito a la fiesta, dejando a una confusa y resentida Heidi afuera.
Durante su inesperado encuentro, Mauricio, quien esconde firmemente su rostro con un antifaz, queda completamente hechizado por la belleza única e incomparable de Beatriz una vez que la ve y sin pensarlo mucho la besa justo en el momento de las 12 de la noche del Nuevo Milenio, sellando así su destino con la Leyenda del Beso de Amor Eterno. Sin embargo luego del apasionado beso entre ambos, ella queda tan impactada por el suceso y desea saber quién es él, pero en ese momento los guardias lo atrapan y se lo llevan tras descubrir que era un infiltrado. Beatriz decide averiguar la identidad de ese hombre que le robó el corazón.
Los Thompson esconden muchos misterios y dramas ocultos, y será la llegada de Adriano Ferrer (Cristián Campos), un destacado actor de Hollywood que vuelve a Chile después de muchos años para poder cumplir una promesa de amor a la memoria de Alexandra Thompson (Sandra O'Ryan), la hija consentida y supuestamente fallecida de Leónidas y envidiable hermana de Raquel, que permitirá revelar estos secretos. Y es que Adriano viene a buscar el hijo que tuvo con Alexandra, secreto que le fue revelado por Zulema Chávez (Malucha Pinto), la mejor amiga de la "difunta". Sin embargo, la llegada del actor, mediante la fiesta de antifaces, provocará no solo la molestia de Leónidas y la histeria de Raquel, sino que también la decepción de su propia hija Mariana (Catalina Pulido), quien aún está resentida por el abandono de su padre en Chile. En contraste, Mauricio al saber la noticia, se alegra por el hecho de que su ídolo, retornaba al país.
Adriano urde un plan para vengarse de los Thompson y averiguar sobre el paradero de su hijo/a, por lo cual conoce a Mauricio mediante su talento bien cultivado para actuar, lo contrata como su primer y prometedor aprendiz y lo dispone a educar con lecciones de etiqueta y elegancia, para que el joven se haga pasar por Mauricio del Sol, un empresario estadounidense de padre chileno que tiene intenciones de hacer un millonario negocio con la Naviera Thompson. Sin embargo Mauricio está en un dilema ya que irá a engañar a la familia de Beatriz, aquella misteriosa mujer de la cual quedó enamorado, pero seguirá con la farsa debido al amor que siente por ella, y no solo por eso, sino que también tiene miedo de que esta farsa sea descubierta por su familia y amigos, especialmente por Heidi, quien desde que su pareja se va, no hará otra cosa más que llorar y volverse cada vez más rebelde; a pesar de eso, el joven se siente muy honrado de ser el mayor aliado de su ídolo, quien se convierte en su amigo y maestro que lo llevará a cumplir su sueño de triunfar en el mundo de la actuación. A la vez Adriano conoce a una misteriosa y oculta escritora de novelas rosas a la que todos llaman Emma Love, sin saber que en realidad es una bella dama de clase alta llamada Emilia San Martín (Adriana Vacarezza). Ella será una pieza muy fundamental para lograr el objetivo de su venganza. Debido al progreso al que van así las cosas, y para concretar aún más el engaño que permitirá desenmascarar a los Thompson, Adriano y Mauricio logran armar un importante grupo de teatro junto con sus buenos amigos del Cerro Alegre y, al mismo tiempo, leales camaradas actores: Tomás Undurraga (Nicolás Allende), Celeste Del Campo (Victoria Gazmuri) y Malú Márquez (Pamela Villalba) siendo esta última quien decide cooperar con el plan de venganza de Adriano haciéndose pasar por la hermana de Mauricio: Ofelia del Sol.
Otra de las familias que protagonizan la historia es la familia Méndez, una familia humilde, pero honrada y muy querida por todos en el Cerro Alegre, de donde proviene el mencionado Mauricio Méndez, muy bien compuesta por su jovial patriarca, Guillermo Méndez (Roberto Poblete), más conocido en el cerro como el Capitán Memo, un hombre muy servicial y conocedor del puerto que también es uno de los principales empleados de la Naviera Thompson, que desea sacar adelante a su familia y detesta que Raquel sea su jefa, ya que cuando él fue contratado la naviera aún era dirigida y administrada por Leonidas, a quien sí se le admira como verdadero patrón. Además de Mauricio, el Capitán Memo también tiene dos hijos más: Rafael (Remigio Remedy), el primogénito de los Méndez  y a la vez un hombre ambicioso y sin escrúpulos que solo desea enriquecerse fácilmente, sin importarle chantajear a los demás, y para ello consigue trabajo como empleado de la naviera a escondidas de su padre; y Simón (Andrés Gómez ), el más joven de la familia y todo un porteño de corazón, apasionado por el fútbol, que en secreto está perdidamente enamorado de su mejor amiga del colegio: Roseta Chávez (Adela Secall), hija de Zulema y también compañera y amiga de Heidi.
Otra de las historias que destacan en el Cerro Alegre es la de Carmen Guajardo (Alejandra Herrera) una joven sensual y atractiva que acaba de enviudar (Y de ahí su apodo: Carmencha, Viuda de Mancilla), y vive llena de situaciones tragicómicas, especialmente del acoso de hombres desconocidos del cerro, siendo el más insistente Archibaldo Alameda (Aldo Parodi), que desde siempre ha estado enamorado de ella; sin embargo, Carmencha igual posee el aprecio de muchos habitantes del lugar, como Doña Tránsito Soto (Patricia Guzmán) quien es la orgullosa dueña del principal bar restaurant del Cerro Alegre y está enamorada del Capitán Memo; sin embargo, a pesar de que la aprecia bastante, él solo desea que algún día los Méndez vuelvan a ser una familia completa, mediante el regreso de su esposa y madre de Rafael, Mauricio y Simón: Ingrid Schmidt (Sandra Solimano), más conocida como La Alemana, quien tuvo que dejar por mucho tiempo al Capitán Memo y a sus hijos debido al empleo de su esposo en la naviera.
En el Cerro Alegre también viven Ramón Valenzuela (Vasco Moulian), un esforzado fotógrafo que adora su trabajo y disfrutar la vida, además, él se enamora de Catalina Echeverría (Francisca García-Huidobro) una bella joven hija de la novelista Emilia, alias Emma Love, y del senador Clemente Echeverría (Patricio Achurra) quien por la condición socioeconómica de Ramón, el rechaza que su hija tenga un romance con él.
Ramón trabaja en el periódico porteño La Huella, donde es compañero de Fernanda García (Valentina Pollarolo) una destacada periodista que se enamora perdidamente de Jorge Andrés, quien es un experto dibujante de viñetas a escondidas de su abuelo Leónidas y su madre Raquel, muy buen amigo de los Méndez (especialmente de Mauricio), y más conocido en el Cerro Alegre como Coke, pese a que los Thompson estuvieron fuertemente involucrados en la muerte de su padre, y es por esto que ella también intenta ayudar a Adriano Ferrer, por quien se también se siente atraída. Otro dilema que posee Fernanda, es que para conseguir el amor de Coke deberá luchar contra una de sus mejores amigas: Karina Astudillo (Íngrid Cruz) una bella joven hermana de Heidi y que trabaja en el bar de su tía Tránsito como cantante, mesera y tarotista. Lo que ella no sabe, es que en realidad, el único muchacho que verdaderamente muere de amor por ella, es Milton Valderrama (Exequiel Tapia) un tímido pero noble estudiante de medicina, amigo de Coke, Ramón, Catalina y Fernanda, quien a pesar de estar fuertemente enamorado de Karina, se encuentra que el no es estéticamente apto para estar en una relación sentimental.

## Reparto
- Cristián Campos como Adriano Ferrer[6]
- María Izquierdo como Raquel Thompson[7]
- Jorge Zabaleta como Mauricio Méndez / Mauricio del Sol[8]
- Francisca Merino como Beatriz León Thompson[9]
- Alejandra Herrera como Carmen "Carmencha" Guajardo
- Juan Pablo Sáez como Juan Pablo León Thompson
- Catalina Pulido como Mariana Ferrer
- Walter Kliche como Leonidas Thompson[10]
- Sandra O'Ryan como Alexandra Thompson
- Roberto Poblete como Guillermo "Capitán Memo" Méndez
- Malucha Pinto como Zulema Chávez
- Patricia Guzmán como Tránsito Soto
- Ana María Martínez como Melania Robles
- Patricio Achurra como Clemente Echeverría
- Adriana Vacarezza como Emilia "Emma Love" San Martín
- Paz Bascuñán como Heidi Astudillo[11]
- Diego Muñoz como Jorge Andrés "Coke" León Thompson
- Valentina Pollarolo como Fernanda García
- Remigio Remedy como Rafael Méndez
- Ingrid Cruz como Karina Astudillo
- Felipe Castro como Jerónimo San Martín
- Francisca García-Huidobro como Catalina Echeverría
- Vasco Moulian como Ramón Valenzuela
- Sandra Solimano como Ingrid "La Alemana" Schmidt
- Jorge Yáñez como Padre Camilo
- Soledad Alonso como Ana Donoso
- Aldo Parodi como Archibaldo Alameda
- Hernán Hevia como Matías Prado
- Pamela Villalba como Malú Márquez / Ofelia del Sol
- Paulo Meza como Sergio Chávez
- Nicolás Allendes como Tomás Undurraga
- Victoria Gazmuri como Celeste del Campo
- Karim Lela como Mario Soto
- Andrés Gómez como Simón Méndez
- Adela Secall como Roseta Chávez
- Exequiel Tapia como Milton Valderrama
- Rodrigo Rochet como Diego Echeverría
- Isabel Castillo como Lucrecia
- Carmen Luz Figueroa como Ruth
- Maya Zilvetti como Mónica

## Equipo
- Dirección de Producción Canal 13: Ruby Anne Gumpertz
- Dirección de Área Dramática Canal 13: Nené Aguirre
- Guion: Coca Gómez y Sebastián Arrau
- Dirección general: Cristián Mason
- Producción general: Javier Larenas Peñafiel
- Dirección de unidad(es): Eduardo Pinto y Luis Vicente López
- Coordinación de producción: Gastón Vinet
- Montaje: Javier Kappes

## Producción
Fue una producción que se desarrolló íntegramente en la Región de Valparaíso de Chile en las comunas de Valparaíso y Viña del Mar. La telenovela, si bien no superó en audiencia a su teleserie rival, Aquelarre de TVN, consiguió una sólida sintonía sobre los 23 puntos, obteniendo al mismo tiempo muy buenas críticas en especial por su original historia, la cual obtuvo el premio APES como Mejor Guion.

## Banda sonora
1. Joe Vasconcellos - La joya del Pacífico
2. Canal Magdalena - Valparaíso
3. Pablo Herrera - Tú eres mía
4. Laura Canoura - Al Sur de tu corazón
5. Francisco Céspedes - Se me antoja
6. Gondwana - Armonía de amor
7. Andrea Labarca - Si te volvieras real
8. Paolo Meneguzzi - Si enamorarse
9. La Sociedad - Y verás
10. Laura Miller - Un camino para ti
11. La Pozze Latina - Chica Eléctrica
12. Paolo Meneguzzi - Aria ario
13. Marta Sánchez - Desconocida
14. Café Quijano - La Lola
15. Los Iracundos - Apróntate a vivir
16. Luis Jara - Qué puedo hacer
17. Upa! - Volcán
18. So Pra Contrariar - Cuando acaba el placer

| Intérprete          | Canción                   | Personaje(s)                               | Actor(es)                                                                      |
| ------------------- | ------------------------- | ------------------------------------------ | ------------------------------------------------------------------------------ |
| Joe Vasconcellos    | «La joya del Pacífico»    | Tema central                               | Tema central                                                                   |
| Pablo Herrera       | «Tú eres mía»             | Mauricio y Beatriz                         | Jorge Zabaleta y Francisca Merino                                              |
| Paolo Meneguzzi     | «Aria ario»               | Mauricio y Beatriz / Jorge Andrés y Karina | Jorge Zabaleta y Francisca Merino / Diego Muñoz e Íngrid Cruz                  |
| Paolo Meneguzzi     | «Si enamorarse»           | Jorge Andrés y Fernanda                    | Diego Muñoz y Valentina Pollarolo                                              |
| Andrea Labarca      | «Si te volvieras real»    | Adriano y Emilia / Jorge Andrés y Fernanda | Cristián Campos y Adriana Vacarezza / Diego Muñoz y Valentina Pollarolo        |
| Francisco Céspedes  | «Se me antoja tu vida»    | Adriano y Emilia / Ramón y Catalina        | Cristián Campos y Adriana Vacarezza / Vasco Moulián y Francisca García-Hudobro |
| Artista desconocido | «Entre besos alucinantes» | Tomás y Malú                               | Nicolás Allende y Pamela Villalba                                              |
| Café Quijano        | «La Lola»                 | Carmen                                     | Alejandra Herrera                                                              |
| Fernando Ubiergo    | «Días grises»             | Mauricio                                   | Jorge Zabaleta                                                                 |
| La Pozze Latina     | «Chica eléctrica»         | Mariana                                    | Catalina Pulido                                                                |
| Marta Sánchez       | «Desconocida»             | Mariana                                    | Catalina Pulido                                                                |

## Reestreno
A 23 años de su emisión original, Canal 13 anunció su reestreno en una versión remasterizada y digitalizada a partir del lunes 24 de enero de 2022.

## Versiones
- La impostora (2014), una producción de Telemundo, fue protagonizada por Christian Bach y Sebastián Zurita.